# Science Center
Ein Science Center (amerikanisch-englisch für Wissenschaftszentrum, im britisch-englischen science centre/museum) ist ein vornehmlich den Bereichen der Naturwissenschaften und/oder Technik gewidmetes Ausstellungshaus, seltener auch Museum, mit besonderer Ausstellungskonzeption, in dem versucht wird, den Besuchern durch eigenständiges und spielerisches Experimentieren technische und naturwissenschaftliche Zusammenhänge und Phänomene nahezubringen.
Die Exponate in einem Science Center erfordern ein Mittun (Mitmachausstellung), statt „Berühren verboten“ gilt „Anfassen erwünscht“, was zu einem Lernen durch Handeln und eigenes Erleben führen soll (Erlebnisausstellung). Durch die interaktiven Exponate sollen Hemmungen beim Umgang mit der Thematik abgebaut und Interesse für die Bereiche aufgebaut werden. Dieses Konzept eines Erlebnismuseums oder auch „Museums zum Anfassen“ (engl. Hands-on-Museum) kommt auch in anderen Gebieten wie Kindermuseen zum Einsatz (siehe auch: Museumspädagogik). Auch in regulären Museen wird das Konzept des Mitmach-Museums immer beliebter, z. B. im Markgräflichen Opernhaus Bayreuth: Welterbe & Museum oder auf der Burg Cadolzburg bei Fürth.
Im Gegensatz zu anderen Naturkundemuseen und Technikmuseen besitzen die meisten Science Center jedoch keine eigenen Sammlungen, die betreut werden müssen und der Wissenschaft zur Forschung dienen. Daher handelt es sich laut dem Internationalen Museumsrat (ICOM) nicht um Museen, sondern um Ausstellungshäuser.

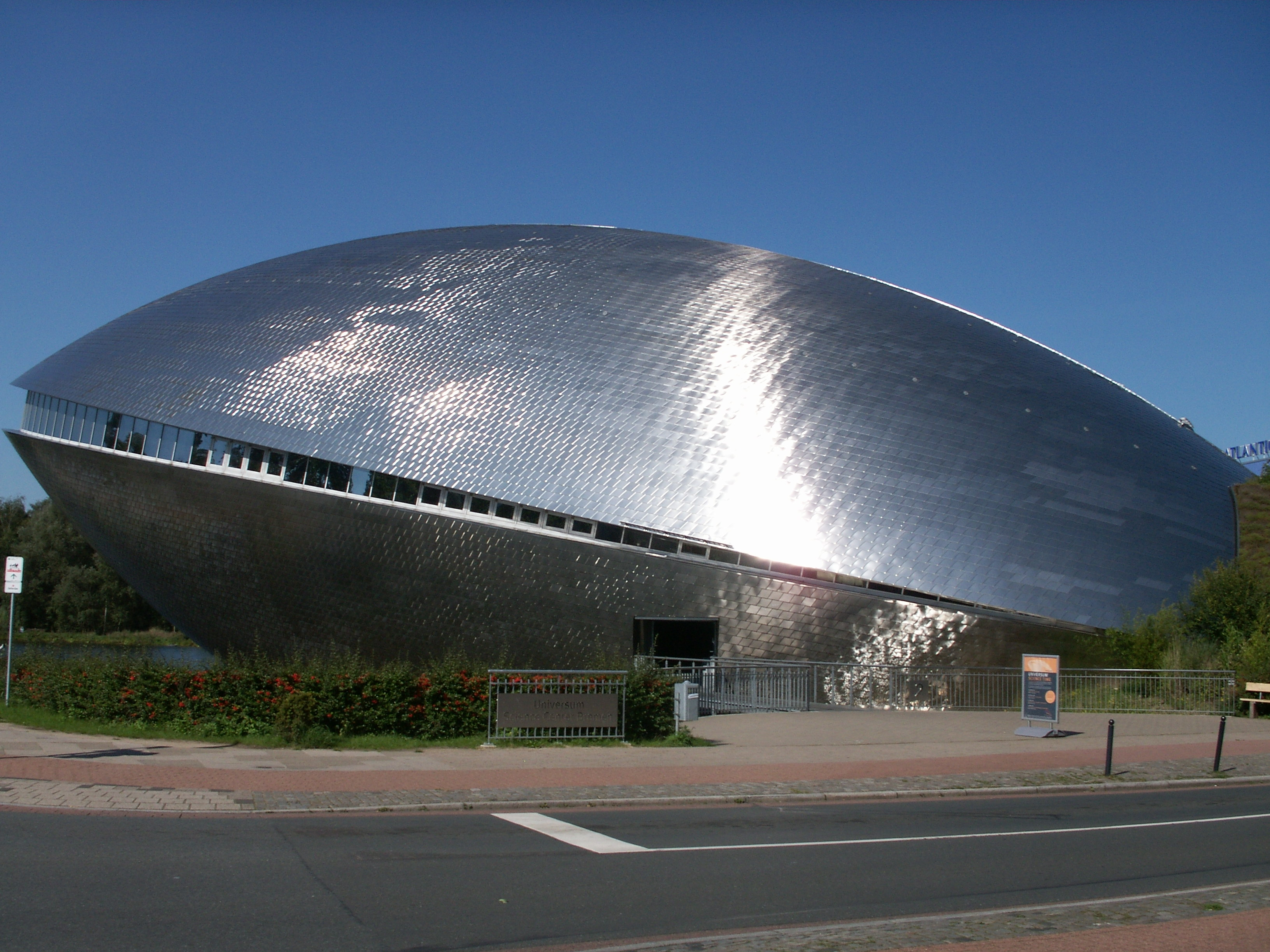
Das Universum Bremen

## Geschichte
Hugo Kükelhaus präsentierte auf der Expo 67 in Montreal 1967 erstmals sein „Erfahrungsfeld zur Entfaltung der Sinne“. Diese ca. 35 spielerischen Experimentieranordnungen waren wichtige Wegbereiter zur Entwicklung dieses neuen Museumskonzeptes.
Als erstes Science Center wurde 1969 das Exploratorium in San Francisco eröffnet, das von Frank Oppenheimer initiiert wurde. Ziel ist die Aufklärung über die moderne Wissenschaft und Technik sowie die Anregung zur eigenständigen Auseinandersetzung. Die menschlichen Sinne konstituieren das Ordnungsprinzip des Exploratoriums: Gehörsinn, Gesichtssinn, Geschmacks-, Geruchs- und Tastsinn sowie die Sinne zur Kontrolle des Gleichgewichts, der Fortbewegung und des Hantierens bilden die Grundordnung, nach der die Experimente präsentiert werden. Mit einer jährlichen Besucherzahl von über einer halben Million hat das Exploratorium nach wie vor eine hohe Anziehungskraft und bestimmt konzeptionell noch heute viele Neugründungen. Innerhalb von 30 Jahren folgte in den USA die Gründung von über 300 Science Centern. Zum Teil werden die Experimente und Exponate des Exploratoriums kopiert oder als Reproduktionen gekauft. Das Exploratorium verfügt über eigene Werkstätten, die Nachbauten anfertigen und weltweit exportieren. Erst in den 1980er Jahren entstanden europäische Science Center. Als erstes deutsches wurde das Berliner Spectrum 1982 eröffnet. Bereits 1980 wurden in Flensburg unter dem Begriff Phänomenta erste Science-Center-Experimentierstationen aufgebaut. Weitere Phänomenta Science Center gibt es mittlerweile auch in Bremerhaven, Lüdenscheid, Peenemünde und Templin.
Neugründungen sind das Universum in Bremen, das seit September 2000 geöffnet ist, und das von Zaha Hadid architektonisch gestaltete Science Center Phæno in Wolfsburg, das am 24. November 2005 eröffnet wurde. Am 31. März 2007 eröffnete als erstes Science Center Baden-Württembergs das „Science House Rust“ neben den Toren des Europa-Parks. Von Joe Ansel stammt das Konzept des interaktiven und themenbezogenen „Science Centers“, das er schon in anderen Ländern eingeführt hat.
2002 wurde in Gießen mit dem Mathematikum ein Museum eröffnet, das die Prinzipien eines Science Centers ausschließlich auf mathematische Themen anwendet. Es ist das erste mathematische Mitmach-Museum der Welt.
Mit der im September 2005 in Hameln eröffneten Erlebniswelt Renaissance wird der Ansatz erstmals für ein geisteswissenschaftliches Thema umgesetzt.
Mittlerweile gibt es weltweit mehr als 400 Science Center.

### Historische Vorgänger
Schon Francis Bacon, René Descartes und Gottfried Wilhelm Leibniz entwickelten Konzepte zur Popularisierung von Wissenschaft und Technik, und bereits im 17. und 18. Jahrhundert fanden Wissenschaftsausstellungen ihr Publikum. Frühe Ansätze eines „Public Understanding of Science“ sind auch die bekannten Weihnachtsvorlesungen von Michael Faraday sowie die Vorträge über die „Physik der Welt“, die Alexander von Humboldt seinerzeit in Berlin hielt. Aus den fürstlichen Kunstkabinetten und Wunderkammern (Kuriositätenkabinett) entwickelten sich Technische Museen und Sammlungen. 1903 eröffnete das Deutsche Museum in München.

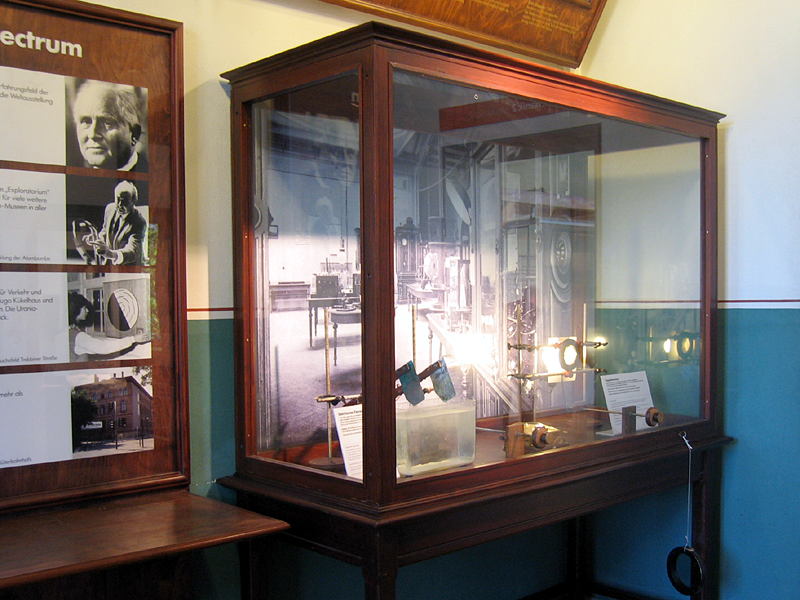
Historisches Exponat der Urania (heute im Science Center Spectrum ausgestellt)

Als Vorläufer eines Science Centers lässt sich die Berliner Urania begreifen, die bereits 1889 über eine Sternwarte, ein Wissenschaftliches Theater und einen Laienexperimentiersaal verfügte. Im dortigen Wissenschaftlichen Theater wurden mit den damals zur Verfügung stehenden Medien Wissenschaft und Technik möglichst plastisch dargestellt: So zum Beispiel eine Reise „Von der Erde bis zum Monde“ und die „Geschichte der Urwelt“. Ende 1889 besuchte Thomas Alva Edison in Begleitung von Werner von Siemens die Urania. Das Wissenschaftliche Theater der Urania wurde infolgedessen zu einer Tournee in Städten der Ostküste der USA eingeladen. Der Direktor der Urania Max Wilhelm Meyer und der Theatermaler Wilhelm Kranz, beide waren Schulfreunde in Braunschweig gewesen, machten sich auf die Reise nach New York. Das Theaterstück „Von der Erde bis zum Monde“ wurde ins Englische übersetzt. Der Titel war „A Trip to the Moon“. Die „Geschichte der Urwelt“ wurde zu „From Chaos to Men“. In New York wurden beide Stücke in der damals neuen Carnegie Hall aufgeführt.

## Wichtige Science Center
siehe auch: Liste von Science Centern

### Deutschland
- Aalen: explorhino Science Center
- Bad Hersfeld: wortreich, Wissens- und Erlebniswelt für Sprache und Kommunikation
- Berlin: Science Center Spectrum im Deutschen Technikmuseum, Science Center Medizintechnik
- Büsum: Phänomania (im Gebäude der ehemaligen Ausstellung Sturmflutenwelt „Blanker Hans“)[3]
- Bremen: Universum Bremen
- Bremerhaven: Nordsee Science Center, Klimahaus Bremerhaven, Phänomenta Bremerhaven
- Essen: Erfahrungsfeld
- Flensburg: Phänomenta
- Frankfurt am Main: Experiminta
- Freudenstadt: Experimenta
- Gießen: Mathematikum
- Hamburg: Science Center Hamburg (nicht realisiert)
- Heidelberg: Zoo-Akademie (ehemals Explo)
- Heilbronn: Experimenta
- Jena: Imaginata
- Köln: Odysseum
- Lüdenscheid: Phänomenta Lüdenscheid
- Leipzig: INSPIRATA
- Magdeburg: Jahrtausendturm
- Minden: Terra phänomenalis im Erlebnispark Potts Park
- München: Deutsches Museum (Sonderstellung)
- Nürnberg: Turm der Sinne
- Peenemünde: Phänomenta
- Pirmasens: Dynamikum
- Potsdam: Extavium
- Regensburg: Energie-Bildungszentrum um:welt
- Rust: Science House (am Europa-Park) (geschlossen)
- Sankt Englmar: Xperium
- Suhl: Phänomania (geschlossen)
- Templin: Phänomenta (geschlossen)
- Wolfsburg: phæno
- Balingen: Zeitgeist Science Center (geplant)
- Zella-Mehlis: Explorata-Mitmachwelt

### Österreich
- Audioversum, Innsbruck
- inatura, Dornbirn
- Expi - hands on Science Center, Sankt Margareten im Rosental
- Haus der Natur Salzburg
- BIOS Nationalpark Hohe Tauern, Mallnitz
- Haus der Mathematik, Wien
- Welios zum Thema „Erneuerbare Energie“, Wels

### Schweiz
- Swiss Science Center Technorama, Winterthur

### Übriges Europa
- Universe, Nordborg, Dänemark
- Cité des sciences et de l’industrie, Paris, Frankreich
- Palais de la découverte, Paris, Frankreich
- Le Vaisseau, Straßburg, Frankreich
- Noesis, Thessaloniki, Griechenland
- NEMO, Amsterdam, Niederlande
- Glasgow Science Centre, Glasgow, Vereinigtes Königreich
- Technopolis, Mechelen, Belgien
- Luxembourg Science Center, Differdingen, Luxemburg
- Heureka, Vantaa, Finnland
- Science Centre Tietomaa, Oulu, Finnland
- AHHAA, Tartu, Estland
- Teknoteket, Oslo, Norwegen
- TECHNIQUEST, Cardiff, Wales, Vereinigtes Königreich
- Ciutat de les Arts i les Ciències, Valencia, Spanien
- Universeum, Göteborg, Schweden
- Tom Tits Experiment, Södertälje, Schweden
- iQLANDIA, Liberec, Tschechien
- Techmania, Pilsen, Tschechien

### Weltweit
- Exploratorium, San Francisco, USA
- Clore Garden of Science, Weizmann-Institut, Rehovot, Israel
- Ontario Science Centre, Toronto, Kanada
- Science World, Vancouver, Kanada
- Science Museum, Tokio, Japan